# Folsomia taimyrica
Folsomia taimyrica är en urinsektsart som beskrevs av Martynova et al. 1973. Folsomia taimyrica ingår i släktet Folsomia, och familjen Isotomidae. Arten är reproducerande i Sverige.